# Timna (Tel Batasch)
Koordinaten: 31° 47′ 5,1″ N, 34° 54′ 39,4″ O

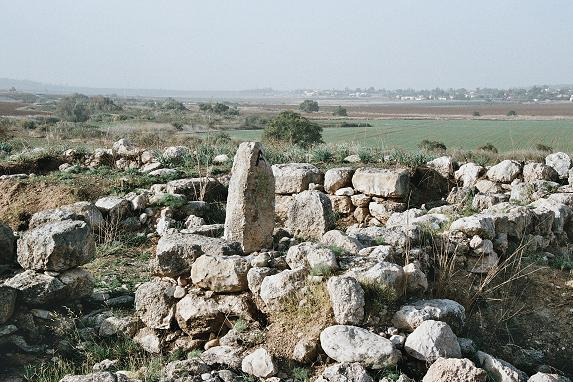
Tel batash

Timna (Tel Batasch) (hebräisch תִּמְנָע, תֵּל בַּטָּשׁ Timna, Tel Baṭṭasch) ist eine archäologische Fundstelle zwischen der Bahnstrecke Jaffa–Jerusalem und dem Nachal Sorek nordwestlich von Bet Schemesch. Der Tell befindet sich auf einem Quadrat von 190 m Seitenlänge, ungefähr 3,6 Hektar.
An dieser Stelle, die während der ganzen Eisenzeit besiedelt war, befand sich das in der Bibel mehrfach erwähnte Timna; nicht zu verwechseln mit dem Timna-Park weiter südlich am Rande der Negev-Wüste. Der Name Timna bedeutet: Zuteilung, das Zugeteilte.

## Bronzezeit
Die Geschichte der Siedlung begann mit einem Hyksoswall in der Mittleren Bronzezeit. In der Späten Bronzezeit stand ein geräumiges öffentliches Gebäude auf einem künstlichen Hügel. Bei Ausgrabungen entdeckte man die Fundamente einer 8,9 m breiten und 11 m langen Halle. In ihr fand man die Basen von zwei Reihen von Holzsäulen, die die Halle der Länge nach unterteilten. Diese Halle war Teil eines Gebäudes, das schon im 14. Jahrhundert v. Chr. existierte. Eine Stadtmauer gab es nicht, dafür waren die Außenmauern der Häuser am Hügelrand besonders dick.

## Eisenzeit
Im 12. Jahrhundert v. Chr. besiedelten die Philister die Brandtrümmer des Ortes, was mit Funden von Öfen, Silos, Keramik und einzelnen Häusern belegt ist. Diese Siedlung wurde während der Eisenzeit I (1200 – 1000 v. Chr.) gewaltsam zerstört, später aber wieder von den Philistern besiedelt, die dort bis zur Eisenzeit II A (1000 – 900 v. Chr.) wohnen blieben.
An der Ostseite des Tells wurde oben auf dem Plateau eine Toranlage aus der Eisenzeit II (8./7. Jahrhundert v. Chr.) ausgegraben. Sie war über eine Rampe von Süden her zugänglich. Unterhalb von ihr befand sich ein früheres Tor aus dem 10./9. Jahrhundert v. Chr., das über eine Rampe von Norden her zugänglich war. Es war von zwei großen Türmen quadratischen Grundrisses mit 5 m Seitenlänge flankiert.
Nach der Schlacht von Elteke eroberte Sanherib Timna (Fund eines Krughenkels mit dem Abdruck lmlk in der Zerstörungsschicht von 701 v. Chr.). 701 v. Chr. wurde Timna zerstört, danach aber wieder aufgebaut und besiedelt und erst in persischer Zeit endgültig verlassen.

## Erwähnungen in der Bibel
Timna wird in Gen 38,13  in der Geschichte von Juda und Tamar erwähnt.
In Jos 15,10  wird Timna als einer der Fixpunkte zur Beschreibung der Grenze des Gebietes des Stammes Juda aufgezählt.
In Jos 19,43  erscheint Timna als Bestandteil des Erbbesitzes des Stammes Dan. Es wurde aber weiterhin, ebenso wie das benachbarte Ekron, von Philistern bewohnt.
In Ri 14,1-20  wird von Simson berichtet, dass er sich in Timna in eine Philisterin verliebte. Als er zu ihr ging, tötete er bei den Weinbergen von Timna einen Löwen, in dessen Kadaver er später, auf dem Weg zu seiner Hochzeit mit der Philisterin, einen Bienenschwarm und Honig fand. Dies führte zu einem Rätselwettstreit, zum Scheitern der Hochzeit und zu mehreren Gewalttaten.